# Морозов Василь Федорович
Василь Федорович Морозов (23 грудня 1925 — 8 березня 2007) — військовий, Герой Радянського Союзу.

## Біографія
Народився 1925 року в селищі Васильсурськ, нині селище міського типу Воротинського району Нижньогородської області, в сім'ї робітника. Працював у лісгоспі.
У Радянській Армії з січня 1943 року. Після закінчення Вінницького військово-піхотного училища з червня 1943 року у діючій армії. Командир відділення 2-ї гвардійської мотобригади (3 гвардійський танковий корпус, 5 гвардійська танкова армія, 2-й Український фронт).
Гвардії старшина Морозов відзначився в боях 2-4 травня 1944 року в районі села Васкань за 11 кілометрів на схід від міста Пашкань у Румунії. Влаштувавши засідку в селі, особисто знищив понад 20 солдатів супротивника, підпалив гранатами 3 автомашини, організував атаку, першим увірвався в траншею супротивника, замінив командира взводу, що вибув, і продовжував виконувати бойове завдання. Звання Героя Радянського Союзу удостоєний 13 вересня 1944 року.
У 1947 закінчив танкове училище в місті Щербакове, у 1959 — Академію бронетанкових військ. Із 1972 — начальник політвідділу спецчастин Берестейського гарнізону. Із 1981 року — полковник у запасі.
Мешкав у місті Берестя. Із 1982 до 1993 року працював начальником відділу Берестейського облвиконкому. З 1990 року — голова Берестейської обласної Ради громадського об'єднання ветеранів. Вів активне громадське життя. Обирався депутатом Верховної Ради Республіки Білорусь XII скликання, обласної та міської Рад депутатів. Брав участь у військово-патріотичному вихованні населення. Був членом президії Ради республіканського громадського об'єднання ветеранів.
Похований на Гарнізонному цвинтарі Берестя.
Нагороджений орденами Леніна, Вітчизняної війни I ступеня, Трудового Червоного Прапора, двома орденами Червоної Зірки, орденом Республіки Білорусь «За службу Батьківщині» III ступеня (1999), багатьма медалями, грамотами Президії Верховної Ради Республіки Білорусь та Берестейської обласної Ради депутатів.

## Пам'ять
- У Васильсурську на будівлі школи укріплено меморіальну плиту на честь героя.